# Batrachoseps robustus
Batrachoseps robustus är en groddjursart som beskrevs av Wake, Yanev och Hansen 2002. Batrachoseps robustus ingår i släktet Batrachoseps och familjen lunglösa salamandrar. IUCN kategoriserar arten globalt som nära hotad. Inga underarter finns listade.